# Gamasutra
A Gamasutra egy weboldal amit 1997-ben alapítottak a videójáték fejlesztők részére. A tulajdonosa és a működtetője a Think Services (eredetileg a CMP Media része), a United Business Media leányvállalata, és a Game Developer magazin online testvér kiadványaként működik. Rendszeresen frissített videójátékos híreket és bemutatókat, egyéb online forrásokat a játék fejlesztők számára és videójáték iparbeli álláshirdetéseket tartalmaz. A Gamasutra és a szerkesztői 2006-ban és 2007-ben nyertek egy Webby Awardot.